# Jane Schoenbrun
Jane Flannery Schoenbrun ( /ˈʃoʊnbrən/) es una persona no binaria estadounidense que se dedica a la producción, escritura y dirección de cine desde finales de la década de 2010. Antes de dirigir su primer filme en 2018, Schoenbrun produjo películas, documentales y cortometrajes.

## Carrera
Antes de su carrera en dirección, Schoebrun escribió artículos y noticias para la revista Filmmaker.
Schoenbrun hizo su debut fílmico en 2018 con el documental A Self-Induced Hallucination. La película se enfoca en el personaje de terror ficticio y fenómeno de Internet Slender Man, contada a través de una recopilación de metraje encontrado de videos existentes en YouTube. Estuvo disponible para ver en Vimeo hasta que Schoenrun la eliminó, declarando que no desea sacar provecho de ella ni de mercantilizarla en el sentido tradicional.
Su película Todos vamos a la feria mundial (2021) se estrenó durante el Festival de Cine de Sundance de 2021, el cual se realizó en línea debido a la pandemia COVID-19.
La película presenta a una adolescente llamada Casey (Anna Cobb) que se une a un juego de ocultismo en línea. La película está inspirada e informada por la estética de Internet y las perspectivas trans: "Inmersa en la estética y la tradición del terror 'creepypasta' de Internet, Todos vamos a la feria mundial evoca con precisión lo inquietante de la red profunda, al tiempo que rinde homenaje a las películas de terror de bajo presupuesto, en particular Actividad Paranormal (2007)... Schoenbrun, una persona no binaria, dijo a bitchmedia.org: 'Realmente salí del clóset durante los años que estuve trabajando en esta película... Estoy muy orgullosa del hecho de que la película hable desde una voz trans en medio de ese proceso".
Su siguiente proyecto, I Saw the TV Glow, es una película de horror protagonizada por Justice Smith y Brigette Lundy-Paine, centrada en dos adolescentes que comparten su amor por una vieja serie de televisión que fue misteriosamente cancelada. El filme, producido y distribuido por A24 y Fruit Tree, se estrenó en el Festival de Sundance de 2024.

## Filmografía
| Año  | Título                                         | Rol                   |
| ---- | ---------------------------------------------- | --------------------- |
| 2012 | Speechless                                     | Producción            |
| 2016 | Black Soil, Green Grass                        | Producción            |
| 2016 | Collective, Unconscious                        | Producción, guion     |
| 2016 | Swallowed                                      | Producción            |
| 2017 | Lovewatch                                      | Producción            |
| 2017 | Village People                                 | Guion                 |
| 2018 | A Self-Induced Hallucination                   | Producción, dirección |
| 2018 | Gwilliam's Tips for Turning Tricks into Treats | Producción            |
| 2019 | Tux and Fanny                                  | Producción            |
| 2019 | Pots N' Tots                                   | Producción            |
| 2019 | Chained for Lief                               | Producción            |
| 2019 | Dick Pics! (A documental)                      | Producción            |
| 2019 | Laying Out                                     | Producción            |
| 2020 | The Starr Sisters                              | Producción            |
| 2021 | Todos iremos a la feria mundial                | Dirección, guion      |
| 2023 | Girl Internet Show: A Kati Kelli Mixtape       | Producción            |
| 2024 | I Saw the TV Glow                              | Dirección, guion      |